# مهدی حنفی
مهدی حنفی (زاده ۱ اسفند ۱۳۷۱)، بازیکن فوتبال اهل ایران است که به عنوان هافبک دفاعی برای باشگاه فوتبال بعثت کرمانشاه بازی می‌کند.

## دوران باشگاهی

### راه‌آهن تهران
وی نخستین بازی خود در لیگ برتر برای راه‌آهن را در هفته هجدهم لیگ پانزدهم برابر تراکتور انجام داد.

## افتخارات
پارس جنوبی جم
- لیگ آزادگان: ۹۶–۱۳۹۵ (قهرمان و صعود به لیگ برتر خلیج فارس)

خونه به خونه
- جام حذفی: ۹۷–۱۳۹۶ (نایب قهرمان)